# Belvosia spinicoxa
Belvosia spinicoxa là một loài ruồi trong họ Tachinidae.